# Onirama
Onirama — греческая поп-рок-группа. Сотрудничала с Деспиной Ванди, Михалисом Хадзияннисом, Сакисом Рувасом, Еленой Папаризу, Антонисом Ремосом.

## Карьера
Onirama была создана в октябре 2000 года в Салониках, тогда это был коллектив музыкантов-любителей, исполнявших различные стили музыки. В 2003 году к группе присоединился Христос Трезенцис, в середине того же года группа была переименована в Onirama. Название происходит от сочетания слов «наши мечты» (греч. τα όνειρά μας). В конце 2005 года они выпустили свой первый альбом «Δύσκολος Καιρός για Πρίγκιπες» (рус. Трудное время для князей). В марте 2006 года Onirama была номинирована в категории «Лучшая поп-группа» в премии Arion Awards
В феврале 2007 года они вместе с Антонисом Ремосом выступают на концерте, который был организован музыкальным каналом MAD TV. Затем начинают свои первые живые выступления в Афинах. Летом 2007 года участники группы совершили совместный тур с Антонисом Ремосом по 25 городам Греции. Летом 2008 года Onirama гастролировала по всей Греции. 1 августа 2008 группа открывала концерт (выступала на разогреве) международной суперзвезды Ленни Кравица в Terra Vibe.
В июне 2008 года они выпустили свой второй альбом «Κλεψύδρα» (рус. Песочные часы), который был на первом месте в чартах IFPI, а затем стал золотым. Альбом был на одиннадцатом месте в списке 50 лучших греческих альбомов 2008 года и 13 в списке лучших греческих и зарубежных альбомов 2008 года. Заглавный трек «Klepsidra» был выпущен как сингл и достиг первого места в радиоэфире.
Летом 2011 года группа осуществляет годовой тур под названием «Onirama: 10 лет жизни» с концертами в 35 городах Греции и на Кипре. Концерты прошли с ошеломляющим успехом. В июле 2011 года принимает участие в церемонии закрытия Специальных Олимпийских Игр.
В октябре 2011 года начались живые выступления с Сакисом Рувасом и Элени Фурейра в клубе «Αθηνών Αρένα», которые продолжались в течение зимы 2011—2012 года. С 15 июня по 15 июля 2012 года состоялись совместные выступления Onirama и Антониса Ремоса в клубе «Thalassa» в Глифаде.

## Дискография
- 2005 — Δύσκολος Καιρός για Πρίγκιπες (#9 στην Ελλάδα)
- 2008 — Κλεψύδρα (#1 στην Ελλάδα) χρυσός
- 2009 — Χωρίς αιτία αργυρός
- 2010 — Στη Χώρα των Τρελών

## Награды
- Mad Video Music Awards 2008 — Лучшая группа года[5], награда Лучшая группа года по версии журнала Status
- Mad Video Music Awards 2009 — Лучшая группа года[6]
- Mad Video Music Awards 2010 — Лучшая группа года[7]
- Mad Video Music Awards 2011 — Лучшая группа года (четвёртый год подряд), приз за лучший рок-видеоклип.[8]